# ステファノ・ピオリ
ステファノ・ピオリ（Stefano Pioli、1965年10月20日 - ）は、イタリア・パルマ出身の元サッカー選手、現サッカー指導者。

## 経歴

### 現役時代
現役時代はDFとしてユヴェントスFC、ACFフィオレンティーナなどで活躍。1985年のインターコンチネンタルカップ、AAアルヘンティノス・ジュニアーズとの対戦では途中出場して優勝を果たした。

### 指導者時代
現役引退後は指導者に転身し、ボローニャFC、ACキエーヴォ・ヴェローナのプリマヴェーラの監督を経て、サレルニターナ・カルチョ1919でトップチームの監督デビュー。セリエBで研鑚を積み、15位、7位、5位と着実にステップアップし、2006-07シーズンよりパルマFC監督に就任。しかし、結果を出せずに2007年2月12日のASローマ戦 (0-3) を最後に解任された。
キエーヴォ
その後はセリエBで研鑚を積み直し、2010年6月10日、キエーヴォの監督に就任。チームを残留に導き、シーズン終了後に退団。
パレルモ
その後はASローマなどの監督候補にも挙げられていたが、2011年6月21日にUSチッタ・ディ・パレルモの監督に2年契約で就任。しかしヨーロッパリーグの予選3回戦での敗退を皮切りに、プレシーズンの親善試合でフェネルバフチェSKやSSCナポリにも敗れ結果を出せず、気が短いことで知られるマウリツィオ・ザンパリーニ会長の逆鱗に触れてシーズン開幕前の8月31日に解任された。
ボローニャ
パレルモの監督より解任されて1ヵ月後の2011年10月4日、ピエルパオロ・ビーゾリの後を受けてボローニャFCの監督に2年契約で就任。マルコ・ディ・ヴァイオを1トップ、アレッサンドロ・ディアマンティ、ガストン・ラミレスを2シャドーとして起用し、計25得点を量産。毎年残留争いに巻き込まれていたボローニャを9位に躍進させた。主力の放出を受けながらも翌2012-13シーズンを13位で終えたが、2013-14シーズンには再び残留争いに巻き込まれ、2014年1月6日に行われたカターニア戦の敗北を受け、解任された。
ラツィオ
2014年6月13日、SSラツィオの監督に就任。2014-15シーズンには3位でシーズンを終え、クラブを6季ぶりとなるUEFAチャンピオンズリーグ出場圏内に導いたが、翌シーズンのプレーオフでバイエル・レバークーゼンに合計1-3で敗れ出場権獲得を逃した。
インテル
2016年11月8日、インテルナツィオナーレ・ミラノの監督に就任。11月21日に行われたACミランとのミラノダービーで初陣を飾った。前任のフランク・デ・ブール時代にはリーグ戦で13位まで低迷していたチームを一時は4位まで押し上げ、リーグ戦7連勝を記録したものの、シーズン終盤戦には7試合未勝利の不調に陥り、2017年5月9日に解任された。
フィオレンティーナ
2017年6月6日、ACFフィオレンティーナの監督に就任した。2019年4月9日、フィオレンティーナの監督を辞任した。
ミラン
2019年10月9日、ACミランの監督に就任した。2019-20シーズンは、前半のシーズンは、あまり結果としてよくなく、一時期は、解任と言われていたが、後半シーズンになると、負け無しで6位という結果でEL出場権を獲得し、シーズンを終了した。そして、2020-21シーズンは、昨シーズンを含めリーグ戦27試合無敗を続け、クラブ創立後史上初の出来事だった。しかし、首位で2021年を迎えたミランだが、2021年1月6日のユヴェントス戦で2020年3月6日のジェノア戦以来304日振りに敗れた。その後はチャンピオンズリーグ出場権を争い、最終的には2位でシーズンを終了、2013-14シーズン以来、8季ぶりにチャンピオンズリーグ出場権を獲得した。
2021-22シーズン、インテルに競り勝ち2ポイント差でチームを11シーズン振りのリーグ優勝に導いた。2022年10月31日、ACミランはステファノ・ピオリ監督と2025年までの新契約を結んだことを発表した。2023-2024シーズン、セリエA第33節でインテルと対戦。ミランは1-2と敗れ、ダービー6連敗と同時にライバルの通算20度目のリーグ優勝を許した。2024年5月24日、ミランはステファノ・ピオリ監督が今季限りで退任することを発表した。
アル・ナスル
2024年9月18日、アル・ナスルFCの監督に就任することが発表された。

## 人物・エピソード
- インテルの監督就任時には幼少期から家族と共にインテリスタであったと語っている[21]。

## 監督成績
2025年4月現在
| クラブ             | 就任          | 退任          | 記録 | 記録 | 記録 | 記録 | 記録   |
| クラブ             | 就任          | 退任          | 試   | 勝   | 分   | 敗   | 勝率   |
| ------------------ | ------------- | ------------- | ---- | ---- | ---- | ---- | ------ |
| サレルニターナ     | 2003年7月1日  | 2004年6月10日 | 51   | 16   | 14   | 21   | 031.37 |
| モデナ             | 2004年6月15日 | 2006年1月22日 | 87   | 35   | 32   | 20   | 040.23 |
| パルマ             | 2006年6月5日  | 2007年2月12日 | 33   | 9    | 7    | 17   | 027.27 |
| グロッセト         | 2007年9月11日 | 2008年6月11日 | 39   | 10   | 19   | 10   | 025.64 |
| ピアチェンツァ     | 2008年6月11日 | 2009年6月5日  | 43   | 14   | 13   | 16   | 032.56 |
| サッスオーロ       | 2009年6月12日 | 2010年6月9日  | 47   | 20   | 16   | 11   | 042.55 |
| キエーヴォ         | 2010年6月10日 | 2011年6月2日  | 41   | 13   | 13   | 15   | 031.71 |
| パレルモ           | 2011年6月2日  | 2011年8月31日 | 2    | 0    | 2    | 0    | 000.00 |
| ボローニャ         | 2011年10月4日 | 2014年1月7日  | 97   | 32   | 28   | 37   | 032.99 |
| ラツィオ           | 2014年6月12日 | 2016年4月3日  | 91   | 44   | 20   | 27   | 048.35 |
| インテル           | 2016年11月8日 | 2017年5月9日  | 27   | 14   | 3    | 10   | 051.85 |
| フィオレンティーナ | 2017年6月6日  | 2019年4月9日  | 74   | 27   | 25   | 22   | 036.49 |
| ACミラン           | 2019年10月9日 | 2024年5月25日 | 240  | 130  | 58   | 52   | 054.17 |
| アル・ナスル       | 2024年9月18日 |               | 38   | 25   | 6    | 7    | 065.79 |
| 合計               | 合計          | 合計          | 909  | 388  | 254  | 267  | 042.68 |

## タイトル

### 選手時代
パルマ
- セリエC1：1回 (1983-84)

ユヴェントス
- セリエA：1回 (1985-86)
- UEFAスーパーカップ：1回 (1984)
- UEFAチャンピオンズカップ：1回 (1984-85)
- インターコンチネンタルカップ：1回 (1985)

フィオレンティーナ
- セリエB：1回 (1993-94)

### 指導者時代
ACミラン
- セリエA：1回 (2021-22)

ボローニャ(ユース)
- U-17全国選手権：1回 (2000–01)